# 语料库
语料库一詞在語言學上意指大量的文本，通常經過整理，具有既定格式與標記。
根据语料库的特征，可以分为单语语料库、双语语料库、平行语料库等，根据语料的来源，可以分为书面语语料库、口语语料库、作文语料库、学习者语料库、古文书语料库等。

## 語料庫列表

### 多語
- 点通多语言语音語料庫
- 賓州大學語料庫（页面存档备份，存于）
- Wikipedia XML 語料庫
- 绍兴文理学院--中国汉英平行语料大世界 （页面存档备份，存于） 中英平行文本双语语料库

### 英语
- https://www.english-corpora.org （页面存档备份，存于）
- The Collins Corpus （页面存档备份，存于）
- Collin's Cobuild Project - 成果：Collin's當代英語辭典、及當代英語文法。
- Corpus of Political Speeches （页面存档备份，存于）（香港浸會大學圖書館 （页面存档备份，存于）提供）

### 汉语
- LIVAC漢語共時語料庫 （页面存档备份，存于）
- 兰开斯特大学汉语平衡语料库 （页面存档备份，存于）
- 兰开斯特-洛杉矶汉语口语语料库 （页面存档备份，存于）
- 政治人物演講語料庫 （页面存档备份，存于）（香港浸會大學圖書館 （页面存档备份，存于）提供）

#### 繁體中文
- 臺灣華語文語料庫 （页面存档备份，存于）
- 中央研究院漢語平衡語料庫 （页面存档备份，存于）

#### 簡體中文
- 國家語委現代漢語語料庫 （页面存档备份，存于）
- 北京大學語料庫 （页面存档备份，存于）
- 語料庫語言學在線 （页面存档备份，存于）

### 日语
- 现代日语书面语均衡语料库BCCWJ （页面存档备份，存于）
- 日语口语词汇语料库CSJ （页面存档备份，存于）
- 筑波网络语料库TWC （页面存档备份，存于）

## 研究机构
- 上海外国语大学语料库研究院
- 日本国立国语研究所

等

## 外部連結
- Free, web-based corpora (45-425 million words each): American (COCA, COHA, TIME), British (BNC), Spanish, Portuguese（页面存档备份，存于）
- 中的“Computational Linguistics”
- ACL SIGLEX Resource Links: Text Corpora
- The Leipzig Glossing Rules（页面存档备份，存于）: Conventions for interlinear morpheme-by-morpheme glosses
- Developing Linguistic Corpora: a Guide to Good PracticeArchive.today的存檔，存档日期2012-12-22
- An interface for querying automatically-constructed virtual corpora[].
- TEP: Tehran English-Persian Parallel Corpus.
- Building synchronous parallel corpora of the languages taught at the Faculty of Arts of Charles University.
- TS Corpus - A Turkish Corpus freely available for academic research.（页面存档备份，存于）
- Turkish National Corpus - A general-purpose corpus for contemporary Turkish（页面存档备份，存于）
- Free web-based English corpus to download (3 billion words)（页面存档备份，存于）